# Verwaltungsgliederung Albaniens
Die Verwaltungsgliederung Albaniens (albanisch Njësitë administrative e Shqipërisë) besteht gemäß Artikel 1 des Gesetzes Nr. 115/2014 vom 31. Juli 2014 aus zwei Ebenen:
- die zwölf Qarqe
- und die 61 Gemeinden (Bashkia)

## Geschichte
Vor dem Zweiten Weltkrieg gab es in Albanien zehn Präfekturen und 30 Unterpräfekturen (albanisch nënprefekturë). Während der kommunistischen Herrschaft gab es immer wieder Änderungen in der Verwaltungsgliederung; die wichtigsten waren: Aufteilung des Landes 1947 in 26 Kreise (albanisch rrethe), Rückkehr zu den zehn Qarqe mit 39 Kreisen im Jahr 1953, Reorganisation in vier Qarqe mit 34 Kreisen im Jahr 1956. Ab 1967 bis 1991 gab es nur noch 26 Kreise ohne übergeordnete Verwaltungseinheit, die mehrheitlich den historischen und geographischen Gebieten entsprachen.
Nach der demokratischen Wende 1991 wurden den bisher 26 Kreisen zehn weitere hinzugefügt. Zudem wurden zwölf Präfekturen eingerichtet.
Mit der neuen Verfassung aus dem Jahr 1998 wurden zur Dezentralisierung der Verwaltung nominell zwölf Qarqe anstelle der in der Kritik stehenden Präfekturen geschaffen. Die Qarqe sind geographisch identisch mit den Präfekturen und wurden durch Gesetz aus dem Jahr 2000 offiziell etabliert. Die 36 Kreise haben seither keine Verwaltungsfunktion mehr, dienten aber zum Teil noch für statistische oder organisatorische Gliederungen.
Im Sommer 2014 beschloss das Parlament eine Reform der Gemeindegliederung. Diese sah eine deutliche Reduktion der Anzahl der Städte und Gemeinden vor: Anstatt 373 gibt es nur noch 61 Gemeinden. Dadurch soll eine effizientere Lokalverwaltung ermöglicht und die Größenunterschiede zwischen den Gemeinden reduziert werden. Viele Gemeinden in ländlichen Gebieten waren sehr klein und finanzschwach. Drei der neuen Gemeinden berücksichtigten die Siedlungsgebiete von ethnischen Minderheiten. Die Opposition boykottierte die Abstimmung und erklärte, die Reform sei nicht verfassungsgemäß. Nach der Bestimmung der neuen Behörden (Bürgermeister, Gemeinderäte) bei den Kommunalwahlen vom 21. Juni 2015 konnten die neuen Gemeinden ihre Arbeit aufnehmen. Die Gemeindeform der Komuna wurde abgeschafft. Insgesamt zählten die 308 Gemeinden (komuna) rund 2962 Dörfer. Die Stadtgemeinden (bashkia) beliefen sich auf 65. Die alten bashkie und komune bilden meist administrative Einheiten (njësia administrative) innerhalb der neuen bashkie.

## Aufgaben und Zusammensetzung der einzelnen Ebenen
Die Qark-Räte setzen sich aus den Bürgermeistern sämtlicher Gemeinden in diesem Gebiet zusammen. Ihnen obliegen gewisse Aufgaben der lokalen Verwaltung, die im Gesetz über die Organisation und Funktion der Lokalverwaltung aus dem Jahr 2000 umschrieben sind. Die lokalen Verwaltungen sind aber finanziell stark von der Zentralregierung abhängig. Diese ernennt zudem die Präfekten, die in jedem Qark als Aufsichtsorgan der Regierung amtieren und die nicht-delegierten Aufgaben lokaler Geschäfte besorgen.
Obwohl die Kreise ihrer Verwaltungsaufgaben entbunden und aufgehoben wurden, sind sie im albanischen Alltag noch allgegenwärtig. Denn die Kreise entsprechen im Gegensatz zu den übergeordneten Qarqe den traditionellen Regionen (zum Beispiel Mirdita, Dibra, Mat, Has, Tropoja, Kolonja, Skrapar) respektive den Städten mit ihrem angestammten Einzugsgebiet (zum Beispiel Tirana, Elbasan, Librazhd, Gramsh, Gjirokastra). Auch die alten, aber teilweise noch verwendeten Kfz-Kennzeichen sind noch immer nach Kreisen unterteilt.